# راشفيل (ميزوري)
راشفيل (بالإنجليزية: Rushville, Missouri)‏ هي منطقة سكنية تقع في الولايات المتحدة في مقاطعة بوجانان، ميزوري. يقدر عدد سكانها بـ 303 نسمة ومساحتها 0.65 كم2 وترتفع عن سطح البحر 249 متر.

## التركيبة السكانية
قام مكتب تعداد الولايات المتحدة بتحديد بيانات التركيبة السكانية لراشفيل في تعداد الولايات المتحدة. في ما يلي، التركيبة السكانية حسب تعدادي 2000 و2010.

### تعداد عام 2000
بلغ عدد سكان راشفيل 280 نسمة بحسب تعداد عام 2000، وبلغ عدد الأسر 113 أسرة وعدد العائلات 78 عائلة مقيمة في البلدة. في حين سجلت الكثافة السكانية 1,236.4 نسمة لكل ميل مربع (477.4/كم2). وبلغ عدد الوحدات السكنية 121 وحدة بمتوسط كثافة قدره 534.3 نسمة لكل ميل مربع (206.3/كم2).
وتوزع التركيب العرقي للبلدة بنسبة 99.29% من البيض و 0.36% من سكان جزر المحيط الهادئ و 0.36% من عرقين مختلطين أو أكثر.
بلغ عدد الأسر 113 أسرة كانت نسبة 34.5% منها لديها أطفال تحت سن الثامنة عشر تعيش معهم، وبلغت نسبة الأزواج القاطنين مع بعضهم البعض 54.0% من أصل المجموع الكلي للأسر، ونسبة 7.1% من الأسر كان لديها معيلات من الإناث دون وجود شريك، وكانت نسبة 30.1% من غير العائلات. تألفت نسبة 25.7% من أصل جميع الأسر من أفراد ونسبة 12.4% كانوا يعيش معهم شخص وحيد يبلغ من العمر 65 عاماً فما فوق. وبلغ متوسط حجم الأسرة المعيشية 2.99، أما متوسط حجم العائلات فبلغ 2.48.
بلغ العمر الوسطي للسكان 36 عاماً. وكانت نسبة 27.5% من القاطنين تحت سن الثامنة عشر، وكانت نسبة 9.3% بين الثامنة عشر والأربعة وعشرون عاماً، ونسبة 27.5% كانت واقعةً في الفئة العمرية ما بين الخامسة والعشرون حتى والأربعة وأربعون عاماً، ونسبة 20.7% كانت ما بين الخامسة والأربعون حتى الرابعة والستون، ونسبة 15.0% كانت ضمن فئة الخامسة والستون عاماً فما فوق. يوجد لكل 100 أنثى 87.9 ذكر، ويوجد لكل 100 أنثى في الثامنة عشر من عمرها فما فوق 93.3 ذكر.
بلغ متوسط دخل الأسرة في البلدة 31,875 دولار، أما متوسط دخل العائلة فبلغ 36,071 دولار. وكان متوسط دخل الذكور 26,563 دولار مقابل 18,839 دولار للإناث. وسجل دخل الفرد الخاص بالبلدة 15,147 دولار. وكانت نسبة 8.0% من العائلات ونسبة 11.2% من السكان تحت خط الفقر، وكان من هؤلاء نسبة 16.1% تحت سن الثامنة عشر ونسبة 4.4% في الخامسة والستين من العمر وما فوق.

### تعداد عام 2010
بلغ عدد سكان راشفيل 303 نسمة بحسب تعداد عام 2010، وبلغ عدد الأسر 112 أسرة وعدد العائلات 81 عائلة مقيمة في القرية. في حين سجلت الكثافة السكانية 1,212.0 نسمة لكل ميل مربع (468.0/كم2). وبلغ عدد الوحدات السكنية 127 وحدة بمتوسط كثافة قدره 508.0 لكل ميل مربع (196.1/كم2).
وتوزع التركيب العرقي للقرية بنسبة 99.3% من البيض.
بلغ عدد الأسر 112 أسرة كانت نسبة 33.0% منها لديها أطفال تحت سن الثامنة عشر تعيش معهم، وبلغت نسبة الأزواج القاطنين مع بعضهم البعض 57.1% من أصل المجموع الكلي للأسر، ونسبة 8.9% من الأسر كان لديها معيلات من الإناث دون وجود شريك، بينما كانت نسبة 6.3% من الأسر لديها معيلون من الذكور دون وجود شريكة وكانت نسبة 27.7% من غير العائلات. تألفت نسبة 21.4% من أصل جميع الأسر من أفراد ونسبة 12.5% كانوا يعيش معهم شخص وحيد يبلغ من العمر 65 عاماً فما فوق. وبلغ متوسط حجم الأسرة المعيشية 3.10، أما متوسط حجم العائلات فبلغ 2.71.
بلغ العمر الوسطي للسكان 37.8 عاماً. وكانت نسبة 27.7% من القاطنين تحت سن الثامنة عشر، وكانت نسبة 6.7% بين الثامنة عشر والأربعة وعشرون عاماً، ونسبة 24.3% كانت واقعةً في الفئة العمرية ما بين الخامسة والعشرون حتى والأربعة وأربعون عاماً، ونسبة 26.7% كانت ما بين الخامسة والأربعون حتى الرابعة والستون، ونسبة 14.5% كانت ضمن فئة الخامسة والستون عاماً فما فوق. وتوزع التركيب الجنسي للسكان بنسبة 50.2% ذكور و49.8% إناث.